# Zlatna ribica
Zlatna ribica (Carassius auratus; sinonimi: Carassius auratus auratus) je slatkovodna riba iz porodice šarana. Jedna je od prvih pripitomljenih riba, te je među najpopularnijim akvarijskim ribama.
Poznata je i pod brojnim sinonimima među kojima i Carassius auratus auratus (Linnaeus, 1758)	

## Izgled
Tijelo joj je dosta zdepasto, a dugo je 13-40 centimetara, ovisno o pasmini. Leđna peraja je duga i snažna, a repna je račvasta. Na glavi, leđnoj i prsnoj peraji nalazi se mnogo kvržica. Boja tijela je metalik crvenkasto-narančasta. Bočna pruga je vidljiva.

## Povijest
U drevnoj Kini su se počele uzgajati različite vrste karasa. Bile su sive ili srebrnaste boje. Neke od njih su počele stvarati žute, narančaste ili crvene mutacije; prve od njih su zabilježene za vrijeme dinastije Jin (265. – 420.)
Tijekom dinastije T'ang (618. – 907.) bilo je popularno uzgajati karase u ukrasnim ribnjacima ili vodenim vrtovima. Prirodna genetska mutacija stvarala je zlatnu (žućkasto-narančastu) više nego srebrnastu boju ribe, pa je počelo selektivno uzgajanje ove ribe. Za vrijeme dinastije Sung zlatna ribica je konačno potpuno pripitomljena. Zlatna ribica dovedena je u Japan 1603. godine, a 1611. u Portugal, te preko njega u druge dijelove Europe. U južnoj Europi postala je simbol sreće i bogatstva. U Sjevernu Ameriku dolazi sredinom 19. stoljeća.

## Razmnožavanje
Zlatna ribica može doseći spolnu zrelost isključivo ako ima dovoljno vode i pravilnu prehranu. Parenje se događa nakon promjene temperature (ne više od dva stupnja dnevno), najčešće u proljeće. Mužjaci počinju plivati u grupicama od 2-3 ribe. Potom se razdvajaju i idu prema ženkama, vodeći ih prema biljkama. Ženka juri i izbacuje bjelkasto-žutu ikru (5000-10000 jajašaca), koja se lijepi za bilje, pa ju mužjak oplodi izbacujući mliječ. Dosta jajašaca se oplodi, ali mnoge pojedu odrasle jedinke. 
Nakon 2-3 dana iz jaja se izlegu male ličinke. Prva dva dana jedu sadržaj žumanjčane vrećice, nakon toga počinju plivati i loviti vodene kukce. Nakon mjesec dana pomalo počinje dobivati ljuske i mijenjati zelenkasto-brončanu boju, a promjene pigmentacije traju 1-2 godine.

## Inteligencija
Poznat je mit o tome da pamćenje zlatne ribice traje tri sekunde. Ipak, dokazano je da je njezin vijek pamćenja tri mjeseca, te da može razlikovati boje, oblike i zvukove. Njezin vid je među najbolje istraženima kod svih riba. Korištenjem pozitivnog pojačanja (ako uradi nešto, dobije nagradu), ribica može biti uvježbana prepoznavati svjetlosne signale različitih boja ili izvoditi razne trikove.